# Roy Sandstrom
Roy Sandstrom (Reino Unido, 11 de septiembre de 1931) fue un atleta británico especializado en la prueba de 4 × 100 m, en la que consiguió ser subcampeón europeo en 1958.

## Carrera deportiva
En el Campeonato Europeo de Atletismo de 1958 ganó la medalla de plata en los relevos de 4x100 metros, llegando a meta en un tiempo de 40.2 segundos, tras Alemania del Oeste (oro con 40.2 s que fue récord de los campeonatos) y por delante de la Unión Soviética (bronce).